# Jo Min-ji
Jo Min-ji (koreanisch 조민지; * 26. März 1998) ist eine südkoreanische Leichtathletin, die sich auf den Stabhochsprung spezialisiert hat.

## Sportliche Laufbahn
Erste internationale Erfahrungen sammelte Jo Min-ji im Jahr 2025, als sie bei den Asienmeisterschaften in Gumi mit übersprungenen 3,63 m den achten Platz belegte.
2021 wurde Jo südkoreanische Meisterin im Stabhochsprung.